# Служба географических названий Британской Колумбии
Служба географических названий Британской Колумбии (англ. BC Geographic Names, ранее — BC Geographic Names Information System или BCGNIS) — веб-сервис канадской провинции Британская Колумбия, находящийся в ведении Отделения картографических и географических служб Объединённого бюро управления земельными ресурсами провинции. Представляет собой онлайн-сервис, обеспечивающий доступ к базе данных географических названий провинции, содержащей официальные названия городов, гор, рек, озёр и других географических объектов, расположенных в провинции Британская Колумбия. По ряду объектов база данных содержит такую информацию, как история данного географического названия и его историческая трансформация.